# Nyodes isabellae
Nyodes isabellae är en fjärilsart som beskrevs av François Louis Nompar de Caumont de Laporte 1971. Nyodes isabellae ingår i släktet Nyodes och familjen nattflyn. Inga underarter finns listade i Catalogue of Life.